# HD 5445
HD 5445，又名CD-28 288，SAO 166686、HR 268，是一颗恒星，视星等为6.1，位于銀經246.23，銀緯-88.81，其B1900.0坐标为赤經0h 51m 4.5s，赤緯-28° -88.81′ 3″。